# Gmina Halsnæs
Gmina Halsnæs (duń. Halsnæs Kommune) – gmina w Danii w regionie stołecznym.
Gmina powstała w 2007 roku na mocy reformy administracyjnej z połączenia gmin Frederiksværk i Hundested. Do 1 stycznia 2008 gmina nosiła nazwę Frederiksværk-Hundested (duń. Frederiksværk-Hundested Kommune).
Siedzibą gminy jest miasto Frederiksværk.